# Tove Obodritská
Tove Obodritská, nazývaná také Tova či Tofa, (10. století) byla dánská královna jako manželka Haralda I.
Byla dcerou Mstivoje, vládce Obodritů, kmene, který v raném středověku osídlil severozápadní Polabí. Není jisté, které z Haraldových dětí porodila jeho předchozí manželka Gyrid Olafsdottir a které Tove. V dnešním Sønder Vissing nechala vztyčit runový kámen, na kterém je napsáno:
| „ | Tofa, dcera Mistivira, manželka Haraldra Dobrého, Gormrova syna, nechala vztyčit tento pomník na paměť své matky. | “ |